# Potočok
Potočok, ukrajinsky Поточок, maďarsky Kispatak, je část obce Monastyrec, v Horinčovském jednotném územním společenství, v okrese Chust, v Zakarpatské oblasti Ukrajiny. Obec se nachází v údolí, kterým protéká říčka Čechovec (ukrajinsky Чеховець). V roce 2025 zde žilo 876 obyvatel.